# Eupithecia ochrata
Eupithecia ochrata là một loài bướm đêm trong họ Geometridae.